# Edith Baumann (Politikerin)

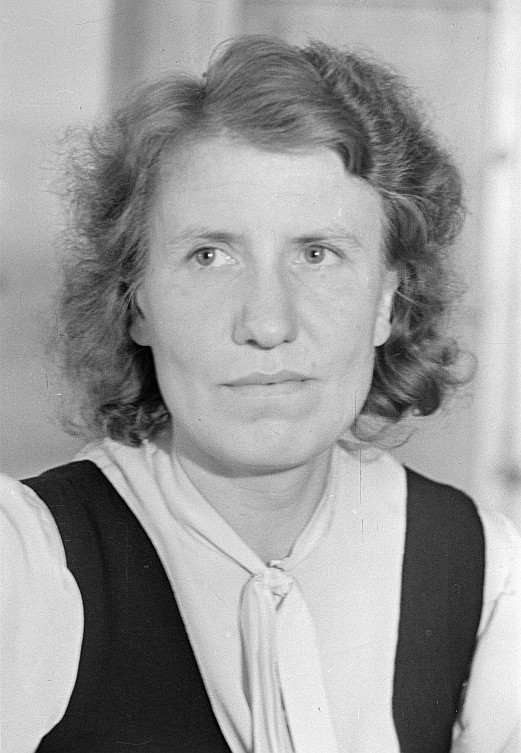
Edith Baumann, 1946

Edith Selma Wanda Baumann (* 1. August 1909 in Berlin; † 7. April 1973 in Ost-Berlin) war eine FDJ- und SED-Funktionärin in der DDR, u. a. als Kandidatin des Politbüros des ZK der SED. Von 1947 bis 1949 war sie mit Erich Honecker liiert, verheiratet von 1949 bis 1953.

## Leben

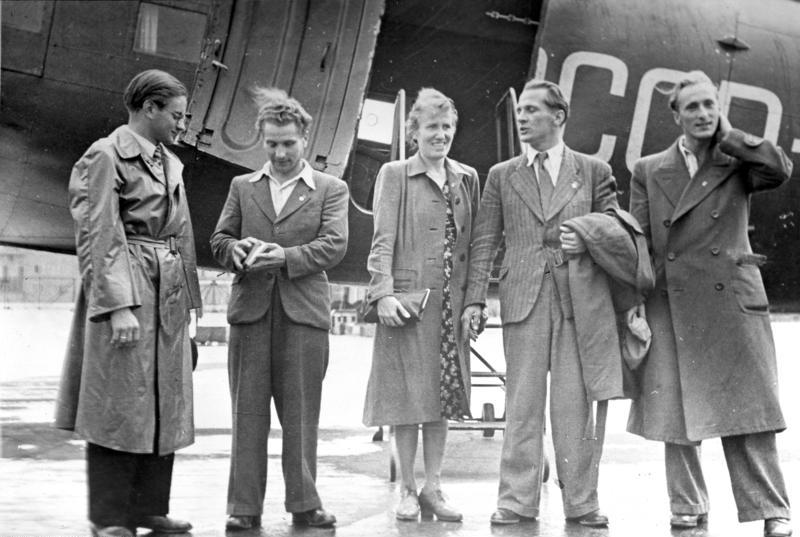
Edith Baumann und Erich Honecker, 5. August 1947

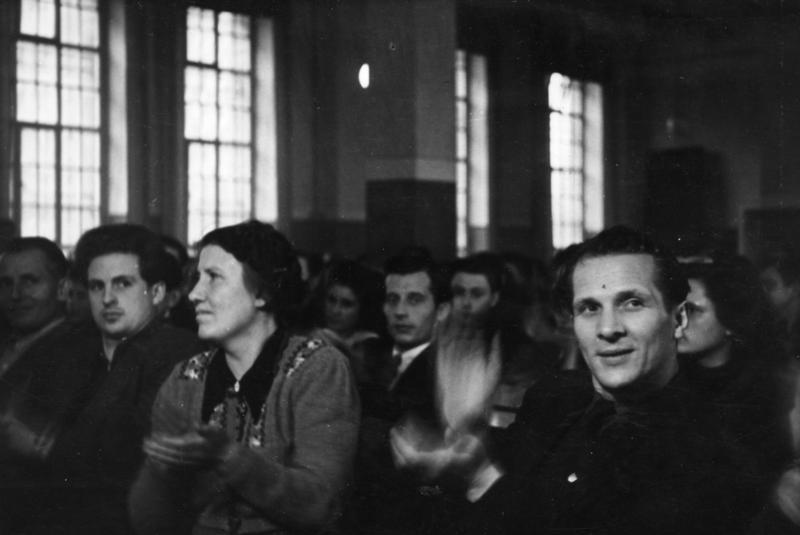
Edith Baumann (Mitte links) und Erich Honecker (rechts), 1948

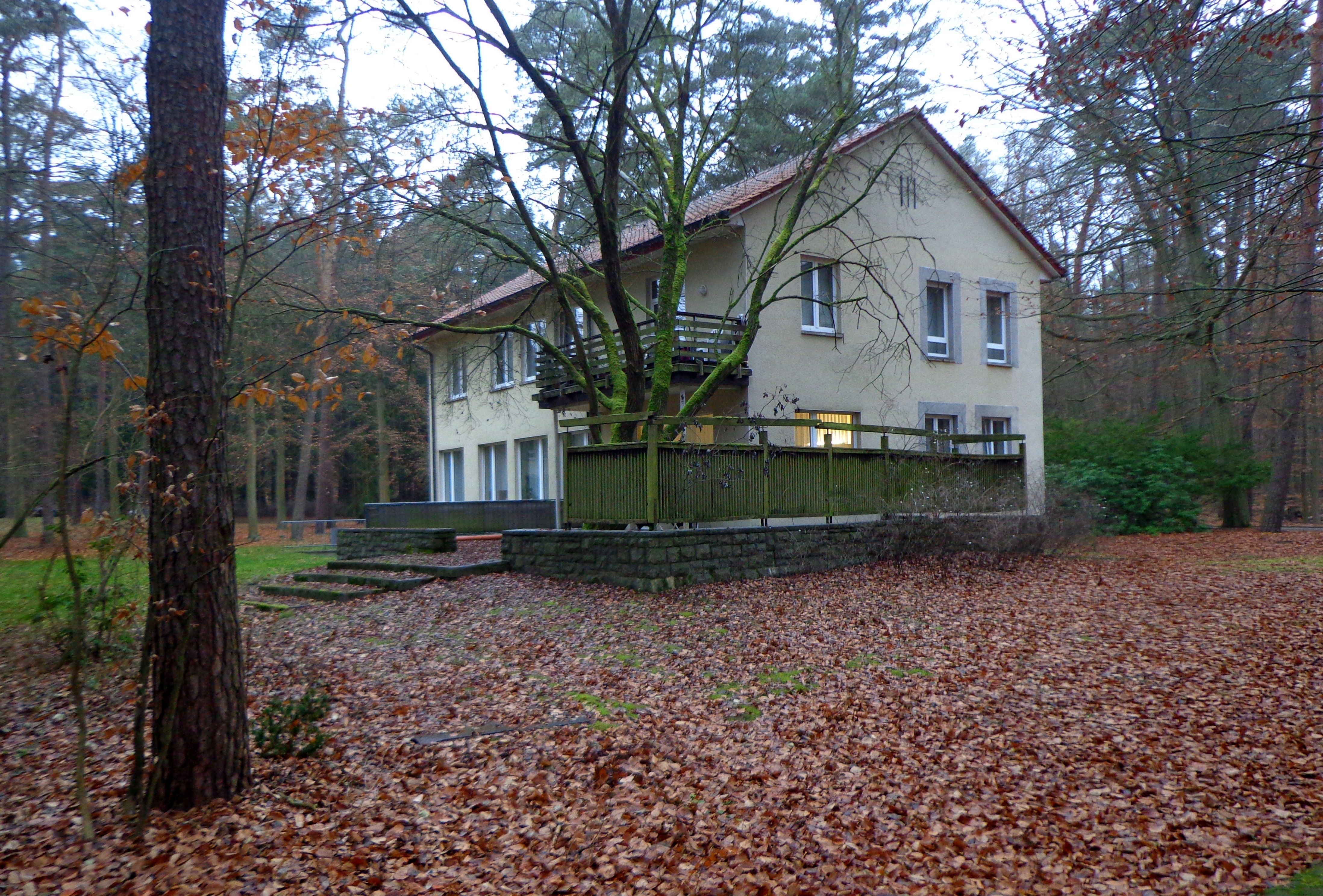
Waldsiedlung Wandlitz, das einst von Baumann und Werner Jarowinsky bewohnte „Haus 15“

Die Tochter eines Maurers und gelernte Stenotypistin schloss sich 1925 der Sozialistischen Arbeiter-Jugend an und war Mitglied der Reichsleitung der Jungsozialisten, 1931 schloss sie sich der SAPD an und war Leitungsmitglied des SJVD. Auf dem Parteitag der SAPD im März 1933 wurde sie in den Vorstand gewählt. 
Im Herbst 1933 wurde sie von der Gestapo verhaftet und am 1. Dezember 1934 vom Volksgerichtshof im Verfahren „Max Köhler und Genossen“ wegen Vorbereitung zum Hochverrat verurteilt. Sie war bis 1936 inhaftiert.
Im September 1945 wurde die Sozialdemokratin bei der Bildung des Zentralen Jugendausschusses für die Sowjetische Besatzungszone mit Erich Honecker als Leiter die stellvertretende Leiterin und im März 1946 Mitbegründerin der FDJ. Sie wurde zuerst Generalsekretärin und später bis 1949 stellvertretende Vorsitzende der FDJ, wiederum als Stellvertreterin Honeckers. Durch die Zwangsvereinigung von SPD und KPD zur SED 1946 wurde sie Mitglied der SED und war seitdem bis zu ihrem Tod 1973 Mitglied des Parteivorstandes beziehungsweise des Zentralkomitees der SED (ZK). Von 1949 bis 1953 gehörte sie dem Sekretariat des ZK der SED an und war von 1953 bis 1955 Sekretärin der SED-Bezirksleitung Berlin. Von 1955 bis 1961 war sie Leiterin der Arbeitsgruppe bzw. der Abt. Frauen beim ZK und gehörte in der Zeit von 1958 bis 1963 dem Politbüro als Kandidat an. Von 1961 bis 1963 war sie zugleich Sekretärin des ZK der SED. Anschließend war sie bis 1973 Stadtverordnete, Stadtrat und Sekretärin des Magistrats von Berlin.
Edith Baumann war 1947 Mitbegründerin des DFD und bis 1964 Mitglied dessen Bundesvorstandes. Von 1949 bis zu ihrem Tod gehörte sie der Volkskammer an.

## Auszeichnungen
- 1955, 1959 und 1960  Orden Banner der Arbeit
- 1955 Clara-Zetkin-Medaille
- 6. Mai 1955 Vaterländischer Verdienstorden in Silber
- 1965 Vaterländischer Verdienstorden in Gold
- 1969 Ehrenspange zum Vaterländischen Verdienstorden in Gold

## Privates
Edith Baumann war ab Dezember 1949 mit Erich Honecker verheiratet, die gemeinsame Tochter Erika wurde 1950 geboren. Diese heiratete später den deutlich älteren Diplomaten Karl Wildau, der die DDR als Botschafter in mehreren Ländern vertrat. Nachdem Margot Feist 1952 eine nichteheliche Tochter (Sonja) von Honecker bekommen hatte, ließ sich Baumann 1953 von ihm scheiden.

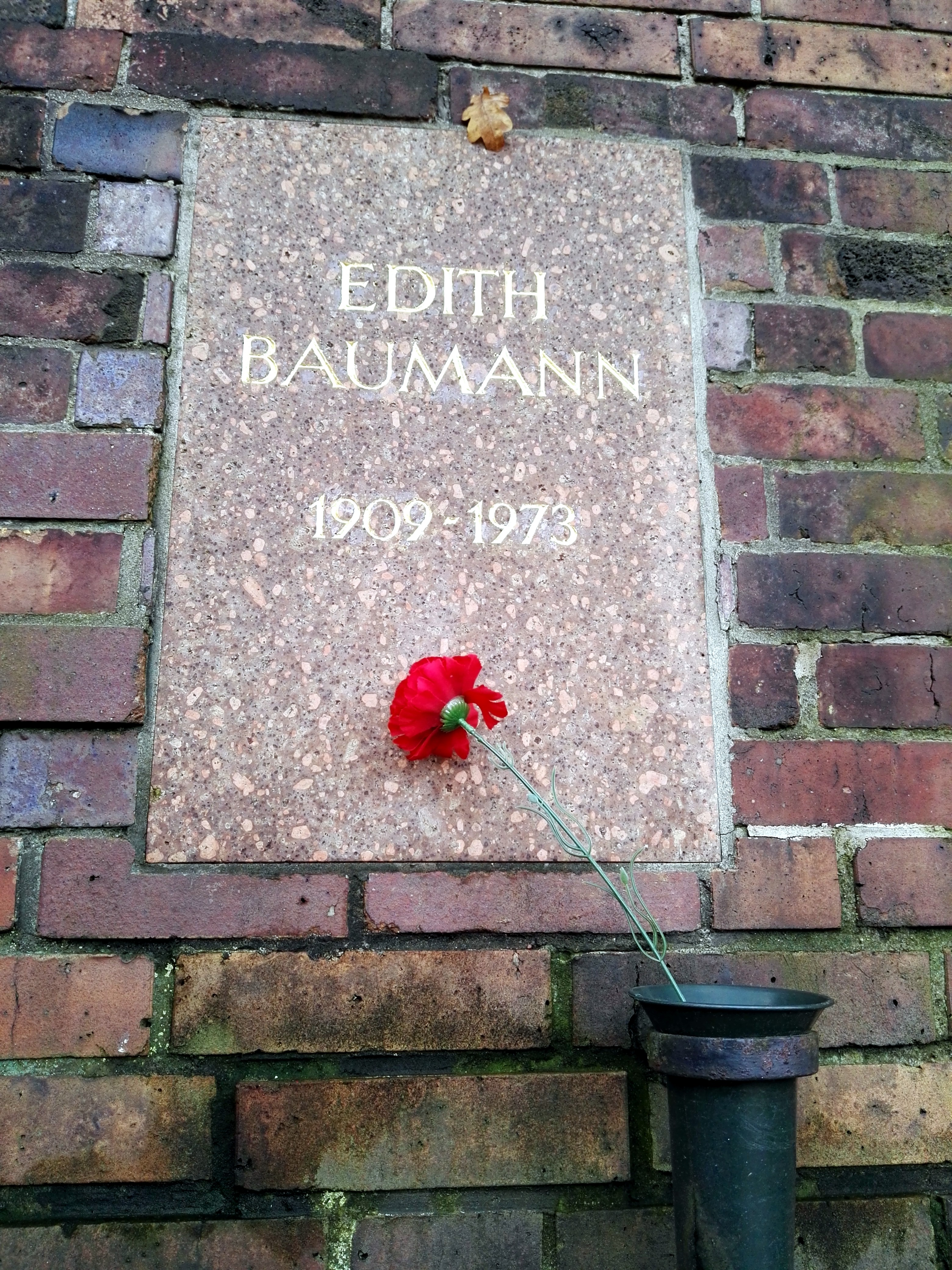
Grabstätte auf dem Zentralfriedhof Berlin-Friedrichsfelde

Nach ihrem Tod 1973 wurde Edith Baumanns Urne in der Gedenkstätte der Sozialisten auf dem Zentralfriedhof Friedrichsfelde in Berlin-Lichtenberg beigesetzt.
Die Deutsche Post der DDR gab ihr zu Ehren 1989 eine Sonderbriefmarke in der Serie Persönlichkeiten der deutschen Arbeiterbewegung heraus.

## Schriften
- Die Geschichte der deutschen Jugendbewegung. Ein Vortrag. Berlin 1947.
- Bericht über die Ratstagung der IDFF in Peking und ihre Bedeutung für unsere Arbeit in Deutschland. Berlin 1956